# 데이브 드부셔

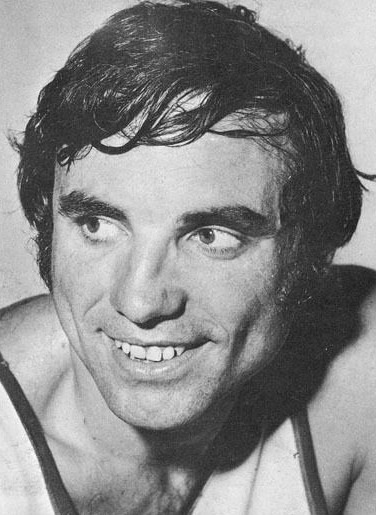

데이브 드부셔(Dave DeBusschere, 본명: 데이비드 앨버트 드부셔, David Albert DeBusschere, 1940년 10월 16일 – 2003년 5월 14일)는 미국의 프로 야구 선수, 프로 농구 선수, 코치였다. 1962년과 1963년 MLB의 시카고 화이트삭스에서 뛰었고, 1962년부터 1968년까지 디트로이트 피스톤스에서, 1968년부터 1974년까지 뉴욕 닉스에서 활약했다. 또한 1964년부터 1967년까지 피스톤스의 수석 코치였다.
드부셔는 1983년 네이스미스 기념 농구 명예의 전당에 입성했다. 1996년 드부셔는 NBA 역사상 가장 위대한 선수 50인 중 한 명으로 선정되었다. 2021년 10월, 드부셔는 NBA 75주년 기념 팀에 지명되어 다시 한 번 리그 최고의 선수 중 한 명으로 선정되었다.